# Nissart (monnaie locale)
Pour les articles homonymes, voir Nissart (homonymie).
Le Nissart est une monnaie locale complémentaire et une monnaie fondante lancée en 2017 à Nice, en France. 

## Présentation
Le programme du Nissart est destiné à promouvoir le commerce local et fonctionne avec un taux de change fixe d'un Nissart pour un euro. Pour décourager l'accumulation spéculative, le Nissart est une monnaie circulante. 
Il n'est émis qu'en billets (de 1, 5, 10, 20, 50 et 100 Nissart).